# Karate Kommandos
Chuck Norris: Karate Kommandos é uma série televisiva de animação estadunidense que foi ao ar originalmente em 1986 como uma minissérie sindicada de cinco episódios. Foi criada e estrelada por Chuck Norris, onde ele representa a si mesmo, e produzida pela Ruby-Spears Enterprises.